# Hirriusa variegata
Espèce
Synonymes
- Hirrius variegatus Simon, 1895

Hirriusa variegata est une espèce d'araignées aranéomorphes de la famille des Philodromidae.

## Distribution
Cette espèce a été décrite d'Afrique du Sud. Depuis, il semble qu'on ait aussi repéré l'espèce en Namibie ou au Zimbabwe

## Description
La femelle holotype mesure 7,5 mm.

## Publication originale
- Simon, 1895 : Descriptions d'arachnides nouveaux de la famille des Thomisidae. Annales de la Société entomologique de Belgique, vol. 39, p. 432-443 (texte intégral).